# Nannopetersius
Nannopetersius es un  género de peces de la familia Alestidae y de la orden de los Characiformes.

## Especies
- Nannopetersius lamberti (Poll, 1967)[1]
- Nannopetersius mutambuei (Lunkayilakio & Vreven, 2008)[1]